# 磁带

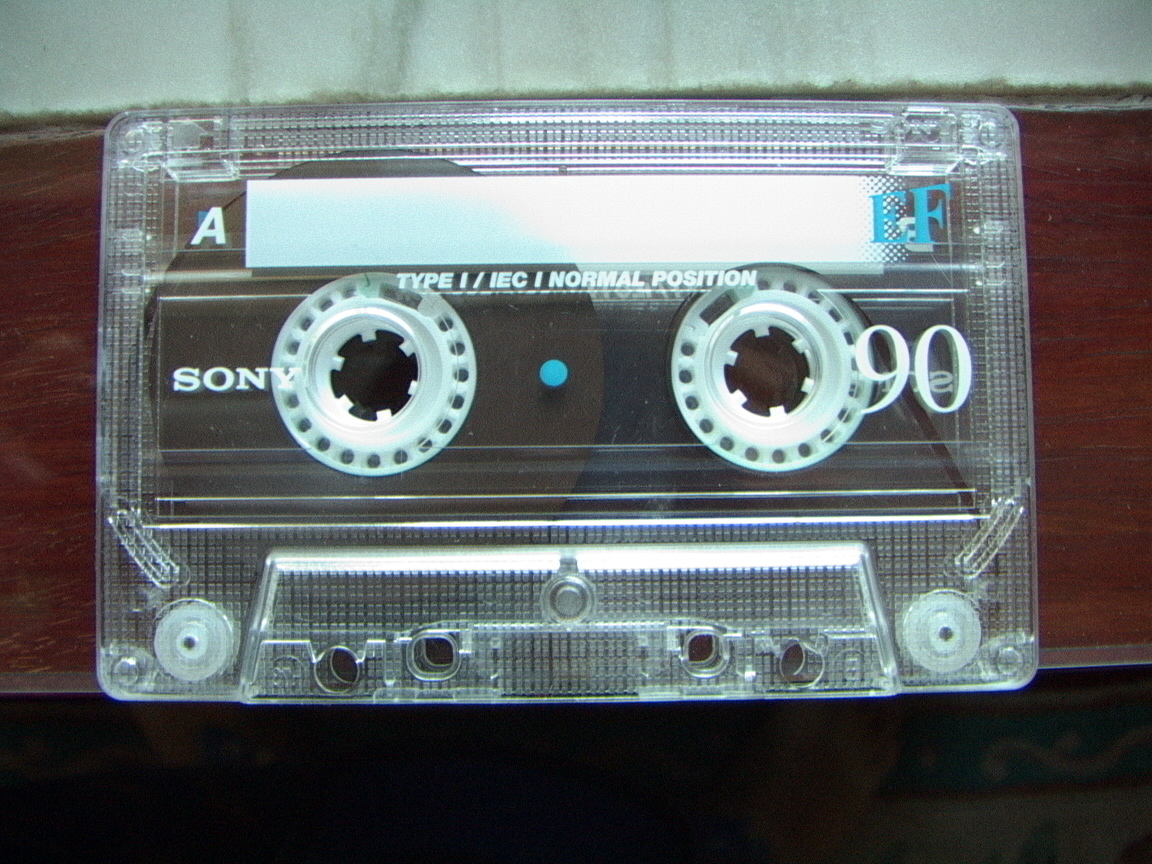
一个索尼90分钟卡式录音带

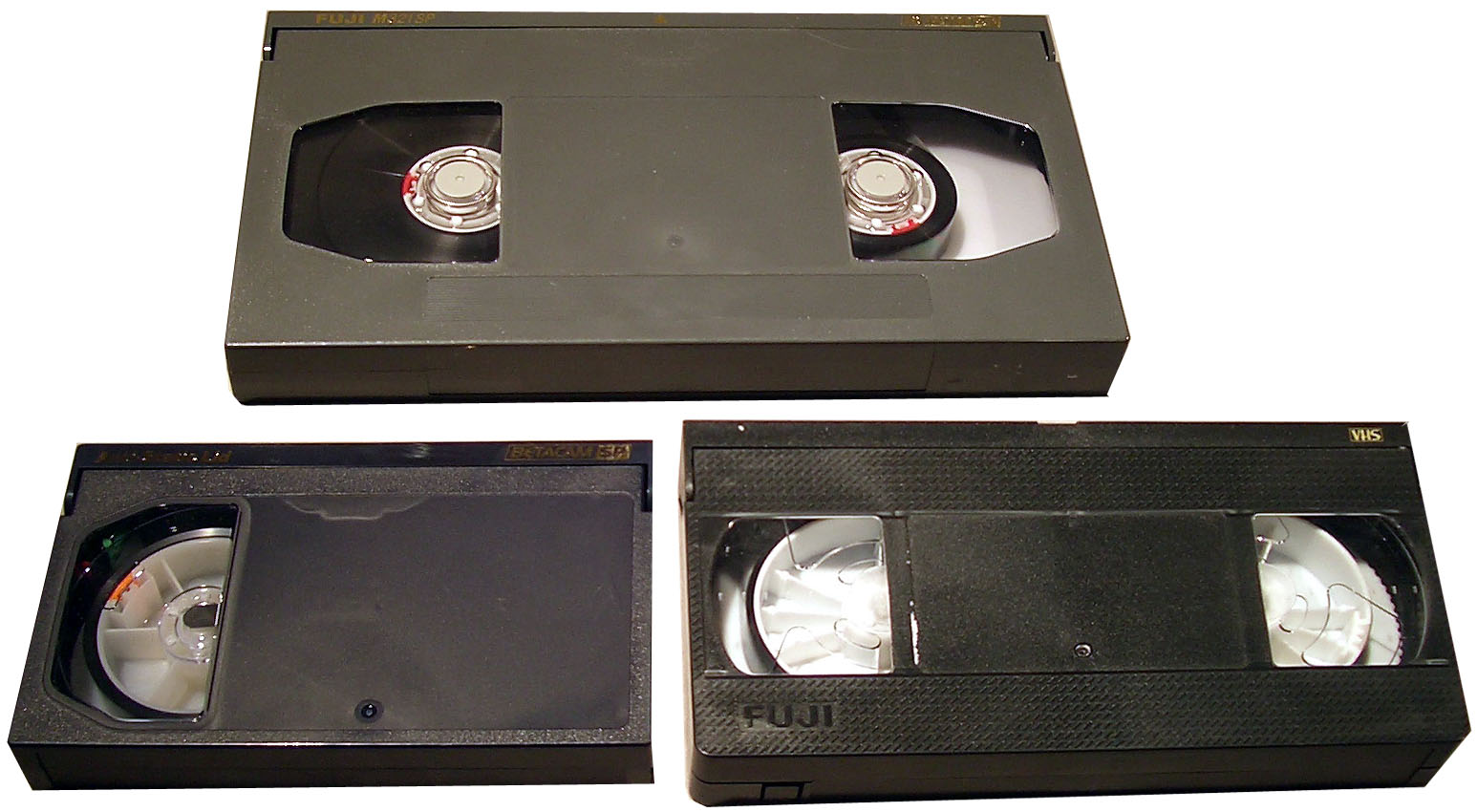
不同規格的錄影帶

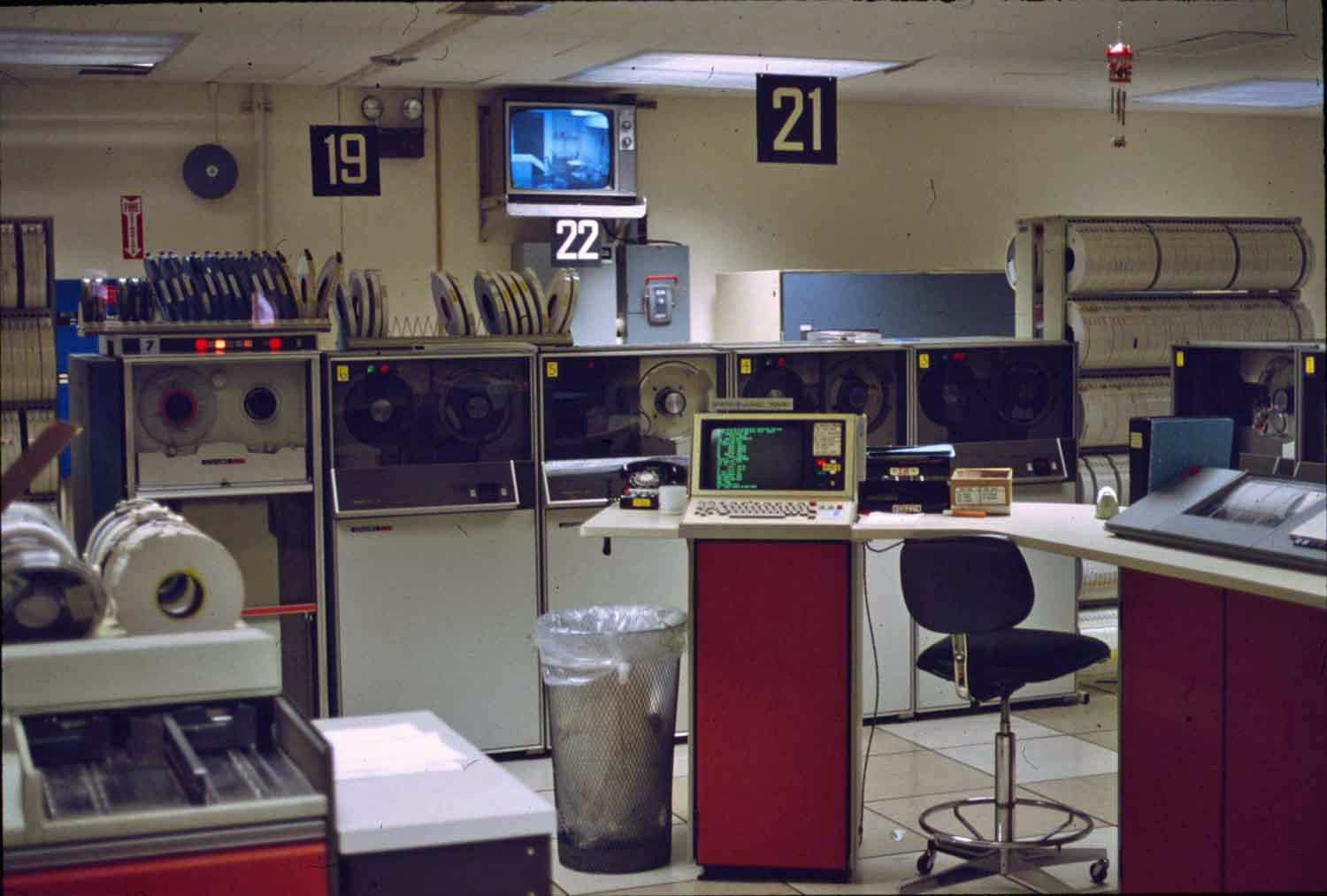
電腦用磁帶房

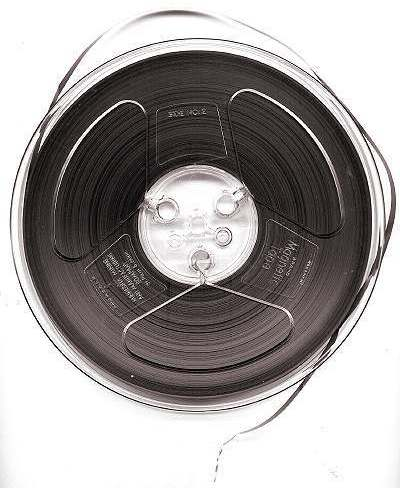
1950年代的广播录音磁带

磁带（英語：Magnetic tape）是一种非易失性存储介质，由带有可磁化覆料的塑料带状物组成（通常封装为卷起）。由於磁帶是循序存取的裝置，尤为适合傳統存储和備份以及顺序讀寫大量資料的情況。
1935年，德國科學家福勞耶瑪發明了磁帶，在醋酸鹽帶基塗上氧化鐵。磁带的类型多种多样，可储存的内容也多种多样。例如，储存視訊的錄影帶，储存音訊的录音带（包括盤式錄音帶、卡式錄音帶（Compact audio cassette）、數位音频磁帶（DAT）、數位线性磁带（DLT）、8音軌卡匣（8-track cartridges））等等各式各样的磁带。用于计算机的磁带在1980年代等早期计算机时代曾被广泛应用，但由於速度較慢，且體積較大等缺點，現今主要用於商業備份等用途。
“磁带”或“录音带”在日常生活中通常指卡式录音带，因为它的应用非常广泛，在2000年以前相當常見。
磁帶的儲存壽命較長以及維護成本低廉，建置成本也非常低，對於數據安全性有較高要求的單位機構仍大量使用，SONY及IBM不斷研究真空薄膜磁帶介質中。
在臺灣，reel-to-reel tape被稱為盤式录音带，Compact audio cassette被稱為卡式录音带，8軌軟片（8-track cartridges）被稱為匣式錄音帶。